# Xã Danton, Quận Richland, Bắc Dakota
Xã Danton (tiếng Anh: Danton Township) là một xã thuộc quận Richland, tiểu bang Bắc Dakota, Hoa Kỳ. Năm 2010, dân số của xã này là 135 người.